# Ринай
Ринай (азерб. Rinay) — малакологический музей естественной истории в Баку (Азербайджан). Музей входит в Реестр частных музеев мира, в нём отражена научная классификация малакофауны всех континентов которая имеет большую научную и практическую ценность. Музей открыт по понедельникам, вторникам и пятницам с 10:00 до 14:00.

## История
Основа для коллекции музея была заложена в начале 1930-х годов Садыхом Караевым, заслуженным инженером и изобретателем СССР. В 1986 году сын Садига Караева, кандидат геолого-минералогических наук, профессор Тофиг Гараев, продолжил путь своего отца и создал музей. В 1989 году музей получил официальный статус.
В июне 2007 года Тофик Караев продолжил дело своего отца. Он провел таксономический пересмотр современных моллюсков.

## Коллекция музея
Коллекция музея включает в себя около 2 тысяч образцов оболочек моллюска (pelesuroda, gastropoda), найденные в океанах, морях и озёрах по всему миру. Систематизированная малакофауна включает в себя 86 различных видов. Будучи также первым частным музеем в стране, Ринай имел 5000 экспонатов, связанных с родами во всём мире. Некоторые из экспонатов были получены путём обмена с австрийским, канадским, аргентинским, испанским, украинским, российским, и индонезийским музеями.